# Нэнси Дрю. Последний поезд в Лунное ущелье
«Нэнси Дрю. Последний поезд в Лунное ущелье» (англ. Nancy Drew: Last Train to Blue Moon Canyon) — 13-я компьютерная игра-квест из серии игр «Нэнси Дрю». Создана в 2005 году компанией Her Interactive. Предыдущей частью серии является «Секрет старинных часов», а следующей — «Платье для первой леди».

## Игровой процесс
Начиная с «Тайны ранчо теней», в геймплее произошли некоторые изменения. Теперь экран поделён на две основные части: в верхней отображается вид на локацию от первого лица, там же можно выбирать действия и перемещаться между локациями, а в нижней расположены значки выхода в меню, инвентаря, блокнота с заметками о текущем деле и списке дел, а также телефона, с помощью которого Нэнси может звонить другим персонажам игры, читать почту и искать информацию в Интернете. При диалоге деление происходит на три части, и в нижней части появляется поле диалога. Локации в игре можно осмотреть, поворачиваясь на все 360 градусов.
В игре курсором мыши можно было и взаимодействовать с предметами и перемещаться по локациям. Кроме обычного геймплея point-and-click, не скатывающегося к изнуряющему пиксель-хантингу, в игре приходится решать головоломки, которые можно усложнить, выбрав более высокий уровень сложности при старте игры. Он будет влиять и на число подсказок, встречающихся в игре. Менять уровень в ходе прохождения нельзя.
В игре есть возможность, называемая «Второй шанс»: если героиня попадает в смертельную ловушку, либо делает критическую ошибку, то появляется кнопка «второй шанс», которая возвращает её на место прямо перед произошедшим.
Если игрок не знает, что делать дальше, он может проверить записи Нэнси в блокноте, либо позвонить друзьям или зайти в Интернет на телефоне.
В данной игре вам предстоит работать вместе с братьями Харди, с которыми Нэнси до этого общалась только по телефону.

## Сюжет
Глория Дюран, дочь богатого бизнесмена, приглашает Фрэнка и Джо Харди в поездку на поезде Джейка Харли, золотоискателя, погибшего больше ста лет назад при загадочных обстоятельствах, для поиска богатой золотоносной шахты. Нэнси Дрю, подруга братьев Харди, отправляется в путь вместе с ними, к тому же она обожает распутывать тайны. Кроме Фрэнка, Джо, Глории и Нэнси, в поезде едут Джон Грей, охотник за привидениями, ведущий собственного телешоу, Тино Бальдуччи, «профессиональный детектив, полицейский» и Берта Перселл, автор многих романов о Диком Западе. В тот момент, когда Глория рассказывает гостям о цели поездки, свет гаснет, раздается ужасный крик Глории, после этого свет снова включается, однако мисс Дюран исчезла. «Детектив-любитель» Нэнси Дрю решает разобраться в этом деле, но прежде всего, найти Глорию… Во время поисков Нэнси узнает о поезде и, в частности, о том, что призрак Камиллы, жены Джейка Харли, путешествовавшей вместе с мужем, может до сих пор находиться в поезде. Также становится известно о том, что Джейк предусмотрел хитрую систему, основанную на давлении пара, с помощью которой можно найти золотую шахту. Через некоторое время расследования, Глория обнаруживается в закрытом вагоне. Оказалось, она сама подстроила своё исчезновение. Однако расследование только начинается: Глория предлагает Нэнси найти золотоносную шахту Джейка и первой даёт ей зацепку.

## Отзывы
| Сводный рейтинг       | Сводный рейтинг |
| Агрегатор             | Оценка          |
| --------------------- | --------------- |
| GameRankings          | 81,67 %         |
| Metacritic            | 77              |
| MobyRank              | 76              |
| Иноязычные издания    |                 |
| Издание               | Оценка          |
| GameZone              | 8,0             |
| AdventureGamers       | 3,5             |
| Русскоязычные издания |                 |
| Издание               | Оценка          |
| Absolute Games        | 64 %            |